# Карл фон Лукас
Барон Карл Альберт фон Лукас (нім. Karl Albert Freiherr von Lukas; 7 вересня 1860, Лемберг – 8 березня 1932, Берлін) — австро-угорський воєначальник, генерал піхоти.

## Біографія
Лукас відвідував військове училище у Санкт-Пельтені та Терезіанську військову академію. З серпня 1879 року служив у 33-му піхотному полку, з 1891 року — в штабі 29-ї стрілецької бригади, а потім — 24-ї стрілецької дивізії. З 1895 року знову служив у 33-му піхотному полку, з 1896 року — штабним офіцером у 29-й стрілецькій бригаді та 24-й піхотній дивізії, а 1902 року служив у 3-му піхотному полку. З 1905 року командував 73-м піхотним полком, з 1910 року — 27-ю піхотною бригадою, з 1912 року — Офіцерською школою в Терезієнштадті, з травня 1913 року — 19-ю піхотною дивізією в Пльзені.
На початку Першої світової війни 19-та піхотна дивізія під командуванням Лукаса входила до складу 4-ї армії Моріца фон Ауффенберга на Східному фронті. Командуючи дивізією, Лукас брав участь у Галицькій битві, спочатку в битві при Комарові, а потім у битві при Рава-Руській. 1 грудня 1914 року тяжко поранений під час огляду передової лінії бою. Він отримав поранення у стегно, внаслідок чого його ногу довелося вкоротити на 4 см. Після одужання у листопаді 1915 року призначений військовим губернатором Праги. З лютого 1917 року — командувач 24-м корпусом, що знаходився на Італійському фронті і брав участь спочатку в Одинадцятій битві при Ізонцо, а потім у битві при Капоретто. За станом здоров'я у березні 1918 року залишив посаду командувача корпусу і до кінця війни обіймав посаду військового коменданта Граца.
Після закінчення війни Лукас подав заяву на службу в армію новоствореної Австрійської республіки, але через монархічні погляди його не прийняли в армію, тому 1 січня 1919 року він вийшов у відставку. Пенсію він отримував не з Австрії, а з Польщі, оскільки народився у Лемберзі. Лукас переїхав до Берліна, де й помер.

## Сім'я
В 1894 році одружився з Фрідерікою Августою Кароліною Емілією Адою Трегер (8 квітня 1870, Келледа). В пари народились 3 дітей:
- Маріанна Ада Кароліна Ізабелла Анна Емілія Макса (19 вересня 1895, Темешвар)
- Карл Альберт Макс Еміль Вільгельм (29 травня 1898, Перемишль — 17 грудня 1900, Терезієнштадт)
- Макс Йоахім (30 листопада 1902, Брюнн — травень 1945, Берлін) — офіцер вермахту, загинув під час битви за Берлін.

## Звання
- Лейтенант (серпень 1879)
- Гауптман (листопад 1893)
- Майор (травень 1897)
- Оберстлейтенант (листопад 1900)
- Оберст (травень 1905)
- Генерал-майор (31 травня 1910)
- Фельдмаршал-лейтенант (13 травня 1913)
- Генерал піхоти (15 травня 1917)

## Нагороди
- Ювілейна пам'ятна медаль 1898
- Хрест «За вислугу років» (Австрія)
- Орден Фрідріха (Вюртемберг), лицарський хрест 2-го класу (1907)
- Орден Залізної Корони
  - 3-го класу (1908)
  - 2-го класу з військовою відзнакою (1914)
  - 1-го класу з військовою відзнакою (1917)
- Ювілейний хрест (1908)
- Орден Зірки Румунії (1909)
- Залізний хрест (Королівство Пруссія)
  - 2-го класу (1914)
  - 1-го класу
- Почесний знак Австрійського Червоного Хреста з військовою відзнакою (1916)
- Орден Леопольда
  - командорський хрест з військовою відзнакою (1916)
  - великий хрест з військовою відзнакою (1917)
- Орден Червоного орла 2-го класу (Королівство Пруссія; 1918)